# 千葉ドリーム!もぎたてラジオ
『千葉ドリーム!もぎたてラジオ』（ちばドリーム!もぎたてラジオ）とは、2011年（平成23年）7月3日から2020年（令和2年）3月29日までTBSラジオで放送されていた千葉県の広報番組である。

## 放送時間
毎週日曜日12:30 - 13:00

## 出演者
職業（肩書き）の記載の無い人物は、TBSアナウンサー（出演当時も含む）。
- 森田健作（当時千葉県知事）;2011年7月3日 - 
2012年12月2日 - 2013年3月31日、および2016年12月4日 - 2017年4月9日は、千葉県知事選挙への出馬に伴う公職選挙法におけるメディア出演見送りにより、出演休止。
- 上村彩子
- 秋元才加（2013年8月までAKB48 : 2011年7月3日 -（千葉インフォメーション担当）

### 主な代理出演者
- 安東弘樹 : 上述の千葉県知事選挙期間および2018年3月25日・4月1日、2019年1月6日 - 20日・4月21日 - 5月5日出演。
- 向井政生 : 2019年9月29日[2]・10月20日
安東、向井は森田知事の公務都合等による代理パーソナリティ。
- 山本里菜 : 2019年10月13日・11月3日 - 24日、2020年1月12日出演。上村の代理。

### 過去の出演者
- 山田愛里 : 2011年7月3日 - 2012年4月1日
- 豊田綾乃 : 2012年4月8日 - 2013年6月2日[注釈 2]
- 堀井美香 : 2013年6月9日 - 8月4日[注釈 3]
- 木村郁美 : 2013年8月11日 - 2018年7月29日[注釈 4]
- 秋沢淳子 : 2018年8月5日[注釈 5] - 2019年7月28日[注釈 4][3]
- 田村真子 : 2019年10月6日
- 中村尚登（TBSラジオニュースデスク : 2019年10月6日・13日・27日
- 長谷部愛（気象予報士）: 2019年10月20日・27日

## 概要
森田健作が毎回ゲストを迎え、千葉県の魅力について語る。後半に秋元が千葉県情報を伝える「秋元才加の千葉インフォメーション」というコーナーがあった。
スポンサーは、千葉県と千葉市に本社があるイオン。
かつて過去の放送分はTBSラジオの有料コンテンツ配信サイト「らじこん」で無料配信されていた。遅くとも2015年春からポッドキャストでの配信となり、2016年7月からは「TBSラジオCLOUD」に切り替えて配信している。
秋元はTBSラジオ初レギュラー。ラジオは『AKB48のオールナイトニッポン』に出演がある週は、TBSラジオ・文化放送・ニッポン放送と一時は週3本出演となっていた。2013年8月にAKB48を卒業した後も『千葉ドリーム!』については出演を続ける。コーナー名は同月25日放送分までの「AKB48 千葉インフォメーション」から変更。

### 2019年秋の放送体制
2019年9月、令和元年房総半島台風（台風15号）の影響により千葉県全域に多大な被害が出た直後の9月15日の放送では、番組冒頭で上村アナが被災者にむけてのお見舞いをアナウンス。続いて「本日の放送は8月に収録した録音である」という旨の説明がされた。同月29日分までは、台風被害発生前に収録済または収録予定分の内容（ゲストとのトークと秋元のコーナー）を放送。
10月6日放送分では森田知事からのメッセージと、被害を受けて1ヶ月近く経過した千葉県内各地の状況について電話インタビューを放送した。秋元のコーナーは休止。13日は令和元年東日本台風（台風19号）の、27日は25日に発生した水害の情報を伝えるため予定を変更して中村尚登ニュースデスクを交えて生放送が行われた。

## テーマソング
- Tomorrow （Guru Guru）